# De Tijd (Nederland)
De Tijd was van 1845 tot 1974 een Nederlands katholiek dagblad, dat daarna werd voortgezet als opinieweekblad. In 1990 ging De Tijd samen met de Haagse Post op in het nieuwe opinieweekblad HP/De Tijd.

## Geschiedenis
Op 17 juni 1845 verscheen in 's-Hertogenbosch het eerste exemplaar van De Tijd, dat daarna driemaal per week uitkwam. Judocus Smits was oprichter, eigenaar en de eerste hoofdredacteur.
In 1846 verhuisde De Tijd met zijn 250 abonnees naar Amsterdam, om zodoende de lezerskring te vergroten. Op 5 juli 1848 begon De Tijd dagelijks te verschijnen, eerst tijdelijk maar vanaf 2 oktober 1849 definitief. Het aantal abonnees groeide, ondanks de concurrentie van de eveneens katholieke bladen De Maasbode uit Rotterdam (sinds 1868) en Het Centrum uit Utrecht (sinds 1884). De Tijd, dat zich destijds profileerde als godsdienstig-staatkundig dagblad (later tijdens de voortschrijdende ontzuiling dagblad voor Nederland), ging wegens constante penibele financiën over tot de uitgave van kopbladen (onder meer Nieuwe Haarlemse Courant, Kennemer Dagblad en Het Nieuwe Dagblad) en van een populaire editie (De Nieuwe Dag), werd overgenomen door de katholieke tijdschriftenuitgeverij de Spaarnestad te Haarlem en fuseerde (per 1 april 1959) met De Maasbode. De kopbladen werden in december 1965 samengevoegd met De Nieuwe Dag en gingen per 1 januari 1967 op in De Tijd. Het tekort aan abonnees bleef, en ondanks een reddingspoging in 1971 van de stichting Vrienden van De Tijd en een nieuwe formule met meer opinie en minder nieuws, ging de krant, die intussen onderdeel van de VNU was geworden, in 1974 ten onder.

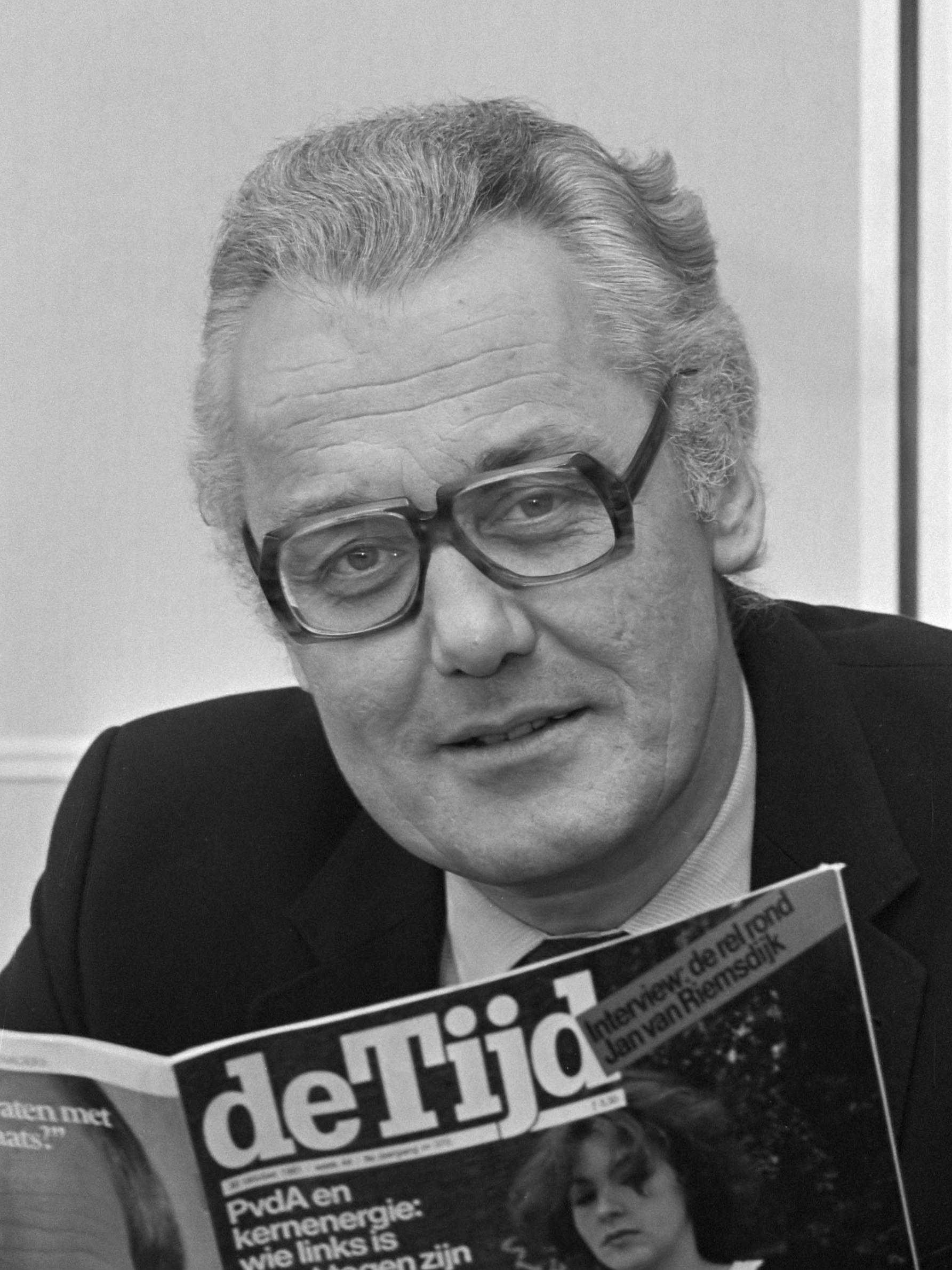
Arie Kuiper met De Tijd (1981)

Op 6 september 1974 verscheen De Tijd voor het eerst als (opinie)weekblad, onder leiding van hoofdredacteur Arie Kuiper. Op 7 september 1990 verscheen het laatste nummer.

## Oplage
Betaalde oplage:
- 1882: 2.000
- 1910: 4.300
- 1930: 6.000
- 1940: 10.447
- 1950: 37.500
- 1960: 53.229
- 1970: 94.200 (nu inclusief kopbladen en De Nieuwe Dag)
- 1975: 46.016 (nu weekblad)
- 1980: 38.620
- 1985: 37.548
- 1989: 35.183

## Hoofdredacteuren
Hoofdredacteuren van De Tijd:
- Judocus Smits, 1845-1872
- Jan Willem Brouwers, 1863-1872 (met Smits)
- Hugo van den Broeck, 1920-1931
- Joop Lücker, 1945-1964
- Ton Cuppen, 1965-1973
- Herman van Run, 1972-1974
- Arie Kuiper, 1974-1990 (weekblad)